# Gate (serie)
Gate: Jieitai Kano Chi nite, Kaku Tatakaeri (ゲート 自衛隊 彼の地にて、斯く戦えり Gēto Jieitai Kano Chi nite, Kaku Tatakaeri?) es una serie de novelas ligeras de fantasía escritas por Takumi Yanai e ilustradas por Daisuke Izuka y Kurojishi en 2006, más tarde publicado por AlphaPolis. Con una adaptación a manga ilustrada por Satoru Sao en julio de 2011, y tres manga spin-off empezaron a serializarse en 2015.
Una primera mitad de adaptación en anime que salió al aire de julio a septiembre de 2015 y la otra mitad salió al aire de enero a marzo de 2016. La serie ha sido autorizada por Sentai Filmworks para ser Transmitida en América del Norte. Una secuela de la novela ligera, llamada Gate Season 2: Jieitai Kano Umi nite, Kaku Tatakaeri, comenzó a publicarse en 2017.

## Argumento
Cuando un portal de otro mundo aparece en Ginza, Tokio, una legión de soldados y monstruos emerge para atacar la ciudad. Pero gracias a sus armas y tácticas mucho más avanzadas, las Fuerzas de Autodefensa de Japón (FAD) fácilmente repele el enemigo, y pasan a través del portal para establecer una base avanzada de operaciones y obligar al imperio de estilo romano del otro mundo a abrir negociaciones de paz. Sin embargo, el acceso exclusivo de Japón al portal es envidiado por las otras naciones del mundo, que desean explorar la Región Especial (特地 Tokuchi?) (designación japonesa para el otro mundo) para sus propios fines. Además, las actividades de la FAD son monitoreadas de cerca por su gobierno, que duda en involucrarse más en los asuntos de la Región Especial por temor a la desaprobación pública.
Yōji Itami es un soldado de la FAD que un agente envió para investigar el otro mundo, donde la magia, los dragones y los elfos son reales y utiliza su conocimiento de historias de fantasía para abrirse camino en este nuevo entorno. Mientras explora la Región Especial, termina ayudando desinteresadamente a su gente, incluida la Princesa Imperial, Piña Co Lada, contra un antiguo dragón y una banda de merodeadores, allanando así el camino para las negociaciones y cargándose con un grupo de chicas procedentes de la Región Especial que han desarrollado una amistad y afecto secreto con Itami. Sin embargo, cuando humilla al Príncipe Heredero Imperial, Zorzal El Caesar, solo para rescatar a una prisionera japonesa de sus garras, este último decide hacer pagar a Japón con sangre, tomando el poder como dictador y preparándose para una guerra total. Por lo tanto, la FAD finalmente se ve obligada a participar en una acción de combate agresiva para mantener el statu quo y llevar las negociaciones con el padre de Zorzal, Molt Sol Augustus, a una conclusión pacífica.
Tras la liberación de la Princesa Piña, el Emperador y los senadores pacifistas de la capital imperial por parte de la FAD, Zorzal se esconde y se involucra en una guerra de guerrillas, haciendo que sus hombres, vestidos con uniformes de camuflaje de imitación, cometan actos terroristas contra la población civil para desacreditar a los japoneses y sacarlos de la Región Especial; pero los aliados y simpatizantes de la FAD se unen a su lado para derrotar al príncipe rebelde. Sin embargo, como la diosa Hardy se relaciona con Itami, el portal en sí, plantea otro problema grave. Inicialmente abierto por Hardy, pero ampliado y estabilizado por los magos del Imperio, comienza a causar una serie de trastornos cataclísmicos a medida que la Región Especial y la Tierra comienzan a alejarse de este punto de anclaje mutuo. Por lo tanto, los japoneses deben luchar para poner fin a la guerra civil y cerrar el portal a tiempo antes de que ambos mundos se hagan pedazos.

## Personajes

### Principales
Yōji Itami (伊丹 耀司 Itami Yōji?)
Seiyū: Jun'ichi Suwabe
Él es protagonista de la serie, Itami es un otaku y soldado de la FAD de 33 años. Después de escoltar con éxito la seguridad de cientos de ciudadanos durante el ataque a Ginza, Itami es ascendido al rango de Primer Teniente y más tarde al Capitán, es encargado de investigar el otro lado del portal. Es un Ranger certificado, es notable para ser un slacker,  puede ser bastante capaz estando bajo tensión. También es inmune a los daños corporales gracias al contrato que formó con Rory Mercury.
Piña Co Lada (ピニャ・コ・ラーダ Pinya Ko Rāda?)
Seiyū: Haruka Tomatsu
Una princesa del imperio que gobierna el otro mundo, nacida de una concubina imperial y décimo (tercero en el anime) en la línea de sucesión al trono, Piña está dedicada al bienestar del imperio. Idealista pero inexperta, al principio tiene problemas para reaccionar adecuadamente a las realidades de la vida política, pero madura rápidamente durante el transcurso de la serie. Después de ver el poder militar de la FAD en acción, ella desea establecer la paz con Japón, ya que sabe que una guerra con ellos finalmente conducirá a la destrucción final del Imperio. Durante su visita a Japón para reunirse con varios funcionarios, Piña desarrolla una obsesión con el dojinshi yaoi y luego pide traducir más de ellos para que ella los lea. Después de ser rescatado de las garras de Zorzal, Piña es nombrada Princesa Real por el Emperador Molt y termina enamorándose de Itami. 
Tuka Luna Marceau (テュカ・ルナ・マルソー Tyuka Runa Marusō?)
Seiyū: Hisako Kanemoto
Ella es una elfo de 165 años, aunque está considerada una adolescente  por los estándares de su carrera. Ella pierde a su padre quién se sacrifica para salvarle cuándo su pueblo fue atacado por un dragón de fuego y desde entonces viaja con Itami. Sin embargo, ella tiene dificultades para hacer frente a la muerte de su padre y finalmente comienza a ver a Itami como su padre sustituto. Después de superar su pérdida con la ayuda de Itami, ella sigue llamándolo “padre” solo por el hábito, para su disgusto.
Lelei La Lelena (レレイ・ラ・レレーナ Rerei Ra Rerēna?)
Seiyū: Nao Tōyama
Es una humana de 15 años del otro mundo y la estudiante de un anciano hechicero. Lelei aprende rápidamente la lengua japonesa y se convierte en el intérprete / traductor del Equipo de Itami y es también la narradora del anime. Durante la serie, Lelei se ha convertido en un activo invaluable para el equipo de Itami, donde asiste a Itami y su compañía en varias negociaciones a través de la Región Especial.
Rory Mercury (ロゥリィ・マーキュリー Rōri Mākyurī?)
Seiyū: Risa Taneda
Es una semi-diosa, dejó de envejecer aun siendo muy joven cuando se convirtió en un apóstol de Emroy. Su cuerpo permanecerá así hasta su 1000 cumpleaños cuando ella ascenderá y se convertirá en una diosa. Aquello también significa que no puede morir y puede recuperarse de cualquier herida. Tiene fuerza sobrehumana la cual le permite balancear su alabarda extremadamente pesada con facilidad. Es también muy rápida y ágil con siglos de experiencia en combate, generalmente su vestimenta formal de apóstol que se asemeja fuertemente a la de una lolita gótica. Después de conocer a Itami y su equipo, toma un interés en ellos en especial a Itami quién ocasionalmente intenta seducir.
Yao Haa Ducy (ヤオ・ハー・デュッシ Yao Hā Dyusshi?)
Seiyū: Yōko Hikasa
Es una elfo oscuro quién tiene más de 300 años. Busca ayuda a la FAD cuando el mismo Dragón de Fuego que atacó al pueblo de Tuka se mueve al bosque donde vive su tribu, convirtiéndose en una amenaza para ellos. Después de que el dragón es vencido y asesinado, se une al Equipo de Itami también. Cambia su nombre a Yao Ro Ducy después de la derrota del dragón y ofreciendo su servidumbre a Itami, pero a diferencia de las otras tres, no es implacable en perseguir los afectos de este último y prefiere estar en los lados. A diferencia de la tribu de Tuka que se estableció en el bosque, su tribu habita en cuevas o cualquier área cerca de las montañas.

### Fuerzas de Autodefensa de Japón
Soichirō Kawahara (桑原 惣一郎 Kawahara Soichirō?)
Seiyū: Kanehira Yamamoto
Un Sargento Mayor de 50 años que sirve como el segundo al mando de Itami. Como el miembro más antiguo de la unidad, tiene experiencia y sabiduría para entrenar y liderar reclutas en el campo. Él reemplaza a Itami como líder del equipo después de que este último huye para matar al Dragón de Fuego por su cuenta y en consecuencia, es relevado de su mando. Después de que se cerró el portal, se retira de la FAD y trabaja en una empresa de seguridad mientras pasa tiempo con sus nietos recién nacidos.
Shino Kuribayashi (栗林 志乃 Kuribayashi Shino?)
Seiyū: Maaya Uchida
Una pequeña pero elegante Sargento de Primera Clase de la Tercera Unidad de Reconocimiento bajo la dirección de Itami, ella no lo tiene en alta estima debido a su naturaleza otaku. Ella idolatra al Ranger japonés y las fuerzas especiales; una percepción un tanto desilusionada cuando se entera de que Itami es un miembro certificado de ambos. Destaca en el combate mano a mano y prefiere cargar de cabeza en una batalla para enfrentarse a sus oponentes solo con su bayoneta montada en un rifle de asalto. 
Akira Tomita (富田 章 Tomita Akira?)
Seiyū: Hiroki Yasumoto
Es un Sargento de Primera Clase de 27 años. Tomita es el gentil de la unidad, que es un hombre solemne pero amable y a menudo actúa como la voz de la razón dentro del grupo. Él desarrolla sentimientos por Bozes y como resultado, es uno de los militares de la FAD que se queda voluntariamente en la Región Especial cuando el portal está cerrado.
Takeo Kurata (倉田 武雄 Kurata Takeo?)
Seiyū: Kaito Ishikawa
Un sargento de la FAD de 21 años y amigo de Itami. También es un compañero soldado y un otaku como él, con un fetiche para las chicas gato. Su fantasía se hace realidad cuando conoce a Persia, una criada del Clan Formal que pasa a ser medio gato. Los dos se aprecian mucho y son casi inseparables cuando Kurata está de visita en Itálica. Debido a este afecto, Kurata es también uno de los militares de la FAD que se queda voluntariamente en la Región Especial cuando el portal está cerrado.
Mari Kurokawa (黒 川 茉莉 Kurokawa Mari?)
Seiyū: Satomi Akesaka
La médico del Tercer Equipo de Reconocimiento con el rango de Sargento Primera Clase, con 190cm de altura, es una mujer inusualmente alta (para un japonés). Su padre es un comandante de submarino en la Fuerza Marítima de Autodefensa de Japón. Si bien a veces puede resultar incómodamente tacaña en sus opiniones, especialmente a Itami si sospecha que tiene motivos secretos relacionados con sus aficiones otaku, se preocupa por el bienestar de las personas bajo su supervisión, especialmente los civiles. Mari puede ser muy cruel con los pacientes desobedientes y a menudo, usa intermedios de imitación de apariencia sádica para disciplinarlos. Al final de la serie, regresa a Tierra y se convierte en la jefa de enfermería del Hospital Central de la FAD.
Hitoshi Furuta (古田 均 Furuta Hitoshi?)
Seiyū: Daiki Hamano
Un líder privado en el Tercer Equipo de Reconocimiento que solía trabajar en un restaurante de primera clase hasta después de una discusión con la nueva administración y se unió a la FAD para reunir los fondos para abrir su propio restaurante. Durante la misión del Equipo en la Capital Imperial, se infiltra como chef después de que su cocina despierta el interés del Príncipe Zorzal. Ahí se enamora de Tyuule, la concubina del guerrero de Zorzal y adversario secreto; terminan ayudándose unos a otros para frustrar al tiránico príncipe, y después de la muerte de Tyuule y el cierre del portal, él y Delilah abren un restaurante en Tokio en su memoria.
Koichirō Hazama (狭間 浩一郎 Hazama Koichirō?)
Seiyū: Hiroshi Yanaka
Un general de división de la FAD a cargo de la fuerza de tareas de FAD dentro de la Región Especial que tiene en alta estima en Itami a pesar de la actitud imprudente de este último. Como comandante responsable, es uno de los militares FAD que se queda atrás cuando se cierra el portal.
Akira Yanagida (柳田 明 Yanagida Akira?)
Seiyū: Kōji Yusa
Un Primer Teniente que se desempeña como ayudante del general Hazama. A diferencia de Itami, que se preocupa por la gente de la Región Especial y quiere ayudarlos, Yanagida no ve ningún problema en manipular y explotar a la gente y los recursos de la Región Especial para beneficio de Japón. Finalmente desarrolla un respeto a regañadientes por Itami a pesar del hecho de que los dos parecen antagonizar entre sí por detalles menores, especialmente con respecto a la actitud indiferente de Itami y su capacidad para ganar aliados tan fácilmente.
Osamu Higaki (檜垣 統 Higaki Osamu?)
Seiyū: Ryūnosuke Watanuki
Un comandante en la Fuerza de Tarea de la Región Especial y el superior inmediato de Itami, quien a menudo se siente frustrado por la naturaleza caritativa de Itami, violando el protocolo militar.
Shunya Kengun (健軍 俊也 Kengun Shunya?)
Seiyū: Rikiya Koyama
Un coronel de la FAD y comandante de la 4.ª Unidad de Combate de la Fuerza de Tarea de la Región Especial, una compañía de asalto aéreo y un veterano de Itálica y la evacuación del Palacio de Jade. A pesar de la diferencia de edad y la barrera del idioma, comienza una relación con Beefeater, y es uno de los militares que permanecen en la Región Especial después del colapso del portal.
Nyūtabaru (新田原?)
Seiyū: Tetsu Ikami
Un mayor y jefe del destacamento de la FAD estacionado en Akusho, la zona roja de la Capital Imperial.

### Región Especial
Zorzal El Caesar (ゾルザル・エル・カエサル Zoruzaru Eru Kaesaru?)
Seiyū: Katsuyuki Konishi
Es el Primer Príncipe del Imperio, el medio hermano mayor de Piña y el principal antagonista de la serie. Mentalmente inestable, arrogante e impulsivo, pero lo suficientemente astuto como para interpretar el papel de un advenedizo tonto (para que su padre crea que podría ser utilizado fácilmente como sucesor del trono imperial), Zorzal es un sádico que disfruta cometiendo violación, asesinato y genocidio y posee un número de esclavas sexuales. Después de que Itami libera a su prisionera japonesa Noriko de sus garras, Zorzal jura venganza, se instala como el nuevo Emperador e intenta librar una nueva guerra contra Japón, sin hacer caso de las consecuencias. Finalmente, acaba con Tyuule antes de morir él también.
Tyuule (テューレ Tyūre?)
Seiyū: Ami Koshimizu
La esclava sexual de Zorzal y la ex Reina de la Tribu de las Guerreras Conejo. Su tribu estaba en guerra con el Imperio en el pasado, pero al darse cuenta de que no podían ganar, ella se entregó al Príncipe Zorzal como su esclava a cambio de que él perdonara a su tribu. Sin embargo, Zorzal no cumplió su palabra y brutalmente asesinó y esclavizó a su pueblo mientras les mentía a los sobrevivientes que Tyuule las vendió para salvarse, lo que le ganó el odio de su tribu. Al enterarse de la verdad, Tyuule juró vengarse de derribar el Imperio al mostrarse sumiso a Zorzal mientras lo manipulaba en secreto para librar una guerra suicida con Japón que llevaría al Imperio a la ruina completa. Ella se enamora de Furuta, pero al final no puede soltar su venganza contra Zorzal, y cuando es descubierta, ella y Zorzal terminan matándose entre sí.
Molt Sol Augustus (モルト・ソル・アウグスタス Moruto Soru Augusutasu?)
Seiyū: Atsushi Ono
El Emperador de la Región Especial y el padre de Piña. A pesar de saber que las fuerzas japonesas superan con creces al Imperio, él todavía se muestra reacio a buscar la paz con ellos, por temor a que sean verdaderamente imparables si él les da tiempo para establecer un punto de apoyo en la Región Especial. Después de ser rescatado de las garras de Zorzal, y después de darse cuenta de que la FAD es su mejor esperanza para preservar el Imperio, empieza aliarse con ellos y nombra a Piña como su sucesora legítima.
Duran (デュラン Dyuran?)
Seiyū: Masao Amada
Es el rey del Reino de Elba. Duran fue parte de la segunda ola de fuerzas enviadas por el Imperio para recapturar la colina Arnus de los “invasores” de la FAD. Sus fuerzas fueron aniquiladas, y cuando la Princesa Piña lo encontró, era un hombre lisiado que esperaba su muerte, ya sea del Imperio o de su propio pueblo. Más tarde, él se hace pasar por un refugiado discapacitado en Arnus y es rehabilitado por la FAD con prótesis y tratamiento médico. Más tarde, sirve como una persona fundamental para permitir que la FAD cruce el reino de Elba y ayude a Itami a derrotar al dragón de fuego, y más tarde como miembro de la coalición pro imperial contra Zorzal.
Bouro (ボウロ?)
Seiyū: Tsuyoshi Koyama
Un hombre-bestia malvado y egoísta que es el líder de la tribu Haryo, formada por mestizos demihumanos que se consideran los verdaderos gobernantes de la Región Especial. En su ambición de infiltrarse y finalmente hacerse con el control de Arnus para su tribu, se alía con Tyuule, a quien desea, pero luego la traiciona a Zorzal y es asesinado por Tyuule por su traición.
Sherry Tyueri (シェリー・テュエリ Sherī Tyueri?)
Seiyū: Rina Hidaka
Sherry es la hija de 12 años de la familia Tyueri, una familia noble relacionada con el marqués Casel El Tiberius, un influyente senador. Queriendo mejorar sus conexiones con Casel, Sugawara ofreció entregarle un collar de perlas a Sherry luego de su reunión en una fiesta. Después de esto, Sherry se enamoró de Sugawara e intentó perseguirlo cuando estaba cerca. Rápidamente demuestra una sabiduría más allá de sus años, demostrando una aguda comprensión de las incómodas interacciones entre Japón y la gente del Imperio, así como los problemas que esto representaría para Japón y su “futuro esposo”; por esta razón, ella se ofrece ansiosamente para ayudar a Sugawara y ayudar a cerrar la brecha entre sus naciones. Después de la muerte de sus padres, el marqués Casel adopta a Sherry como su alumna y el emperador Molt más tarde la designa como su emisaria cuando Japón planea cerrar temporalmente el portal.
Helm Fule Maio (ヘルム・フレ・マイオ Herumu Fure Maio?)
Seiyū: Yūsuke Kobayashi
Un antiguo miembro fundador de la Orden de los Caballeros de las Rosas, quien después de dejar el grupo se convirtió en vizconde. Participó y fue capturado durante el ataque imperial contra Ginza, y tratando de pagar a Japón por su humillación, se convierte en uno de los asesores militares de Zorzal durante la guerra civil imperial. Su principal ambición es probarse a sí mismo como el mejor de Piña, una perspectiva en la que fracasa cuando es capturado sin ceremonias después de la Segunda Batalla de Itálica.
Diabo Sol Caesar (ディアボ・ソル・カエサル Diabo Soru Kaesaru?)
Seiyū: Yūichirō Umehara
El ambicioso pero cobarde hermano menor de Zorzal que busca el trono a pesar de no ser el próximo en la línea de sucesión. Cuando Zorzal se hace cargo, huye a Alnus para enlistar a una potencia extranjera que le ayude a ascender, lo que le obliga a firmar un trato con el gobierno chino para convertirlo en Emperador a cambio de entregarles a Lelei. Sin embargo, después de que los chinos lo traicionen, Rory Mercury lo nombra gobernador “títere” nominal de la Comunidad Viva de Arnus para satisfacer sus ambiciones.
Kato El Altestan (カト・エル・アルテスタン Kato Eru Arutesutan?)
Seiyū: Chō
Un anciano hechicero que tomó a Lelei como su discípula en magia. Un personaje ligeramente excéntrico, se alejó de Rondel para instalarse en las afueras de la aldea de Coda, donde él y Lelei se conocieron por primera vez en la FAD. A pesar de su sentido del humor lascivo, desempeña un papel paternal para los refugiados evacuados a Arnus por Itami; muchos en Rondel lo consideran como uno de los magos más fuertes. En la serie de anime, sin embargo, es rediseñado como un hechicero impar y un personaje menor.
Arpeggio El Lelena (アルペジオ・エル・ラレーナ Arupejio Eru Rerēna?)
Seiyū: Ayahi Takagaki
Es la hermanastra de Lelei de 24 años de edad. Ella se enfoca principalmente en la alquimia y más específicamente en el estudio de minerales. Este campo es bastante caro en su mundo y recibe pocos fondos, lo que la lleva a vivir una vida de pobreza. Para compensar esto, ella trabaja para crear copias de libros a mano (ya que la imprenta no se inventó en la Región Especial), pero el estrés de su estilo de vida actual la deja propensa a ataques violentos de histeria. Y aunque ella se preocupa profundamente por Lelei, Arpeggio siente celos de cómo Lelei continuamente la saca y pone en cuestión su autoridad como hermana mayor y como resultado de eso, las dos hermanas muchas veces terminan discutiendo. Debido a este temperamento volátil, Arpeggio es comúnmente apodada “Arphie de Hierro”.

### Orden de los Caballeros de las Rosas
La Orden de los Caballeros de las Rosas, fundada y dirigida por la Princesa Imperial Piña Co Lada, consiste en un grupo élite compuesto, en su mayoría, por mujeres de la nobleza. Originalmente, servían como guardia de color y piezas “decorativas” para el ejército del Imperio y nunca se usaron para la batalla. Su primera batalla real se produjo en el Asedio de Itálica, donde los soldados aliados rebeldes se convirtieron en merodeadores y atacaron la ciudad mercantil, un evento en el que los Caballeros de las Rosas demostraron sus habilidades y lealtad al Imperio y su princesa.
Grey Co Aldo (グレイ・コ・アルド Gurei Ko Arudo?)
Seiyū: Itaru Yamamoto
Un plebeyo de nacimiento y un veterano caballero imperial asignado bajo la Princesa Piña que también se desempeñó como mentor e instructor de combate de los Caballeros de las Rosas.
Hamilton Uno Law (ハミルトン・ウノ・ロ Hamiruton Uno Roru?)
Seiyū: Ikumi Hayama
La paje de armas de la Princesa Piña, que es dos años más joven que ella. Formó parte del grupo de la Princesa Piña durante el asedio de Itálica y ayudó a Piña a hacer un tratado con la FAD. Después de su propia interacción con la FAD, se siente confiable y confiada a las acciones y palabras de Itami y su Tercer Equipo de Reconocimiento.
Bozes Co Palesti (ボーゼス・コ・パレスティー Bōzesu Ko Paresutī?)
Seiyū: Yumi Uchiyama
Segunda hija del marqués Palesti y miembro de la Orden de los Caballeros de la Princesa Piña; dado el título de la Rosa Dorada. Ella desarrolla sentimientos por Tomita, con quien formaliza una relación prohibida con él y queda embarazada de su hija, Mai.
Panache Fule Kalgi (パナシュ・フレ・カルギー Panashu Fure Karugī?)
Seiyū: Azuki Shibuya
Una miembro del Orden de los Caballeros de las Rosas, así como una amiga cercana de la Princesa Piña. Su posterior romance con el hermano de Piña, Diabo, la convierte en su cómplice renuente y en una influencia moderadora en sus propios planes de ascensión.
Beefeater E Caty (ビーフィーター・E・カティー Bīfuītā I Katī?)
Seiyū: Mutsumi Tamura
Una miembro de los Caballeros de las Rosas y una de los conocidos más antiguos de la Princesa Piña. Más tarde entra en una relación con el coronel Kengun de la Compañía 401, que dirigió el rescate del Palacio de Jade. En el doblaje en inglés, su nombre se cambia a Vivita.
Shandy Gaff Marea (シャンディー・ガフ・マレア Shandī Gafu Marea?)
Seiyū: Rumi Ōkubo
Una joven noble imperial que forma parte de la Orden de los Caballeros de las Rosas. Shandy tiene debilidad por las personas famosas y tiende a romantizar debido a su entusiasmo. Ella es quien originalmente reporta la derrota del Dragón de Fuego al Imperio, y luego ayuda a Itami y su grupo a proteger a Lelei de los asesinos durante su Examen de Maestría. Durante la Segunda Batalla de Itálica, ella es asignada junto a Suissesse Co Mein y sus otros compañeros de la Orden al palacio imperial para proteger al emperador Molt, donde es asesinada por Norra.
Norma Co Igloo (ノーマ・コ・イグルー Nōma Ko Igurū?)
Seiyū: Yūsuke Kobayashi
Era un seguidor de la Princesa Piña, un chambelán, así como miembro de la Orden de los Caballeros de las Rosas. Murió en la Primera Batalla de Itálica.

### Casa Formal
Es un clan neutral que reside en la ciudad de Itálica, un importante centro comercial. El ex patriarca fue Colt Formal, un noble que acogió a muchos residentes pobres y humanoides como sirvientes y como un “pasatiempo” personal. Se da a entender que sus sirvientas también son eficientes en combate, en caso de que la familia se vea amenazada. Con la fundación del asentamiento de Arnus, varios de los sirvientes domésticos formales se mudan ahí para ayudar a la FAD como trabajadores públicos (tenderos, camareras, etc.). Tras el fracaso del golpe de Estado de Zorzal y el rescate de la Princesa Piña y el Emperador Molt, Itálica se convierte en la sede temporal del legítimo gobierno imperial.
Myui Formal (ミュイ・フォルマル Myui Forumaru?)
La tercera (a los 11 años) y la hija más joven de Colt Formal y su esposa, que falleció en un accidente, y su heredero y líder nominal de la familia Formal.
Kaine (カイネ?)
Seiyū: Mabuki Andō
La guardiana de facto de la condesa Myui y la jefa de las sirvientas domésticas. Si bien no le gusta el Imperio porque subyugó a su patria por la fuerza, es una anfitriona amable y una aliada confiable. Sin embargo, su interés principal es la protección de la condesa, lo que inicialmente la impulsa a emplear a sus sirvientes domésticos como espías contra la FAD para discernir sus motivos últimos.
Delilah (デリラ Derira?)
Seiyū: Aina Kusuda
Una Guerrera Conejo, así como una criada y espía del Clan Formal en la Comunidad Arnus. Una orgullosa guerrera de su pueblo, se negó a someterse a la esclavitud después de que Zorzal capturara a su reina Tyuule, a quien quiere matar debido a las mentiras de Zorzal. Ella y otras fugitivas de su pueblo finalmente fueron recibidas por el Conde Formal. Después de que Zorzal, Bouro y un traidor dentro de la Casa Formal la engañen para que intente asesinar a Noriko, se une a las fuerzas especiales japonesas en sus incursiones contra las fuerzas de Zorzal durante la guerra civil del Imperio. Después de la conclusión de la guerra, cuando se entera de la inocencia de Tyuule, se muda a Japón antes del cierre del portal y junto con Furuta, abre un restaurante dedicado a la memoria de Tyuule.
Aurea (アウレア?)
Seiyū: Momo Asakura
Una doncella Medusa de la Casa Formal. A diferencia de su plantilla mitológica, ella es muy bonita y no convierte a la gente en piedra, sino que agota la energía y los recuerdos de su vida. Fue contratada por el difunto conde para facilitar el paso de los miembros de la casa moribundos a la otra vida.
Mamina (マミーナ Mamīna?)
Seiyū: Saori Ōnishi
Una doncella de las Guerreras Conejo, perteneciente a la Casa Formal.
Meya (メイア Meia?)
Seiyū: Asuka Nishi
Una chica gato de la Casa Formal que ha trabajado en la tienda de intercambio de bases de la liquidación de Arnus.
Persia (ペルシア Perushia?)
Seiyū: Megumi Han
Una chica gato con lentes de la Casa Formal que se involucra y mantiene una relación sentimental con Kurata.

### Deidades
La Región Especial es el hogar de varias deidades, tanto dioses como semidioses en toda regla, que actúan como guardianes contra desarrollos no deseados entre la gente del otro mundo, ya sea patrocinando a quienes promueven el equilibrio natural o erradicando cualquier elemento que lo amenace. Los semidioses, también llamados apóstoles, se seleccionan primero entre seres mortales con gran potencial; mantienen una forma física, pero permanecen eternamente jóvenes y vivos incluso después de sufrir el desmembramiento, hasta que se convierten en seres espirituales y ascienden a la divinidad en su año 1000. Estos dioses recién ascendidos son libres de reclamar uno de los dominios en poder de la deidad a la que sirvieron, o cualquier aspecto aún no reclamado por otra deidad, o convertirse en el patrón divino de una región específica. Muchos habitantes de la Región Especial basan sus segundos nombres en el nombre de la deidad a la que adoran personalmente.
Hardy (ハーディー Hādī?)
La Diosa del Inframundo en la Región Especial, cuyo templo principal se encuentra en la ciudad de Belnago. Los uniformes de sus sacerdotisas son similares a la ropa de Rory Mercury en forma de lolita gótica, excepto que son de color blanco. Hardy es muy caprichosa y le gusta actuar según sus propios deseos; también es lesbiana y le gustaría reclamar a Rory como su esposa. Como ser incorpóreo, solo puede interactuar directamente con el mundo mortal si toma posesión del cuerpo de alguien. También es responsable de abrir el portal de la entrada original a la Tierra para ver al Imperio sumido en el caos y permitir un nuevo comienzo, y de despertar al Dragón de Fuego para destruir el portal; un plan que fue frustrado cuando Itami mató al monstruo.
Giselle (ジゼル Jizeru?)
Seiyū: Ayane Sakura
Giselle es miembro de la gente del dragón, la más joven de los Doce Apóstoles en la Región Especial, y la sirviente personal de Hardy. Ella se considera una rival de Rory Mercury y es responsable de despertar al Dragón de Fuego en nombre de Hardy. Tras las órdenes de su ama, más tarde termina ayudando a la FAD contra las fuerzas de Zorzal y los efectos catastróficos de la existencia continuada del portal.
Emroy (エムロイ Emuroi?)
Mencionado a menudo pero nunca visto, el Dios de la Oscuridad, la Guerra, la Violencia y la Muerte es comúnmente representado por su apóstol, Rory Mercury. Bajo su doctrina, matar no se considera un pecado, aunque la razón detrás de cualquier asesinato determina el juicio que los perpetradores reciben de Emroy. Las almas de aquellos que caen valientemente en la batalla son arrastrados al dominio de Emroy para servirlo; la mayoría de las otras almas se dejan para que Hardy reclame.
Elran (エルラン Eruran?) y La (ラー Rā?)
Los Dioses Gemelos del Conocimiento y el Aprendizaje, que fundaron la ciudad de Rondel durante su período de apóstol.
Lunaryu (ルナリュー Runaryū?)
El Dios de la Música de la Región Especial.

### Gobierno de Japón
Tarō Kanō (嘉納 太郎 Kanō Tarō?)
Seiyū: Tetsuo Kanao
El Ministro de Defensa japonés y viejo amigo de Itami. Como Itami, también es un otaku. De voluntad fuerte y patriota, sucede al primer ministro Morita como candidato interino después de que él y los otros miembros del gabinete exponen la cobardía de Morita al intentar entregar la administración del portal a una conspiración internacional extranjera en lugar de defender la soberanía de su nación. Al final de la serie, se ha retirado de la política y, por lo tanto, se vuelve libre para perseguir sus pasiones otaku una vez más.
Kōji Sugawara (菅原 浩治 Sugawara Kōji?)
Seiyū: Kazuyuki Okitsu
Un funcionario del Ministerio de Relaciones Exteriores que es enviado a la Región Especial como embajador del Imperio como parte de una delegación para convencer al Imperio de buscar la paz con Japón. Cuando conoce a Sherry Tyueri y ella se enamora de él, se siente bastante incómodo con su afecto por él considerando su tierna edad, pero realmente se preocupa por ella. Cuando Zorzal toma el trono y su opríchnina, arrestando a miembros de la nobleza que buscan la paz con Japón, salva a Sherry declarando que ella es su prometida. Antes de que se cierre el portal, decide permanecer en la Región Especial para mantener las relaciones diplomáticas entre Japón y el Imperio.
Hideyo Komakado (駒門 英世 Komakado Hideyo?)
Seiyū: Takuya Kirimoto
Miembro destacado del Cuartel General de Inteligencia de Defensa de Japón y más tarde de la División de Seguridad Pública, quien actúa como guía y jefe de seguridad personal durante las visitas oficiales de la compañía de Itami en Japón. Más tarde, resulta fundamental para destituir al primer ministro Morita por conspiración contra los intereses nacionales de Japón e instalar al ministro Kanō como candidato interino en su lugar.
Reiko Shirayuri (白百合 玲子 Shirayuri Reiko?)
Seiyū: Risa Hayamizu
La Viceministra de Relaciones Exteriores a cargo de la Región Especial.

### Otros personajes
Risa Aoi (葵 梨紗 Aoi Risa?)
Seiyū: Yoshino Nanjō
La exesposa de Itami y un artista dojinshi yaoi. Habiendo sido excompañeros de clase en la universidad, ella e Itami se casaron por conveniencia: Itami proporcionó dinero para el pasatiempo de Risa y ésta se encargó del hogar de Itami. Risa se divorció de Itami después de que ella trató de convencer a Itami de no ir a la Región Especial y ella se dio cuenta de que nunca lo había amado realmente. Sin embargo, todavía se preocupan el uno por el otro, e Itami sigue brindando apoyo financiero a Risa. Risa todavía ama a Itami, a pesar de que sabe que nunca se dará cuenta por sí mismo.
Nanami Kuribayashi (栗林 菜々美 Kuribayashi Nanami?)
Seiyū: Yurika Kubo
La hermana menor de Shino y una reportera amateur. Nanami se parece mucho a hermana en el color de su cabello/color de ojos y su enorme tamaño de busto; lo único diferente en Nanami es su peinado y su ropa. Después de descubrir las noticias sobre la Región Especial, los medios de comunicación son censurados por elementos del gobierno japonés que buscan sus propios intereses en lugar de los del público, se dedica a transmitir la pura verdad sobre el otro mundo y erradicar la corrupción en Japón. Después del cierre del portal, establece un popular estudio de noticias en línea.
Noriko Mochizuki (望月 紀子 Mochizuki Noriko?)
Seiyū: Hibiku Yamamura
Una de varios civiles japoneses que fueron capturados por los Soldados Imperiales tras el incidente de Ginza. Fue llevada al Imperio donde la vendieron como esclava sexual al príncipe Zorzal. Cuando los japoneses se dan cuenta de la existencia de Noriko, la FAD la rescata y advierte al Imperio que habrá consecuencias si los demás esclavos japoneses no son repatriados. A pesar de su experiencia traumática, regresa de Japón a Arnus para actuar como enlace entre los locales y los medios japoneses. Después de presenciar las actividades sensacionalistas insensibles de los medios japoneses en la Región Especial (especialmente personificada por el periodista Kazunari), comienza a hacer una cruzada contra este sesgo, dedicada a servir solo la verdad del público japonés.
Myuute Luna Sires (ミューティ・ルナ・サイレス Myūti Runa Sairesu?)
Seiyū: Lynn
Una sirena (similar a una harpía), que fue una vez una miembro del ejército de bandidos que atacó Itálica antes de ser capturada por la FAD. Después de su liberación de la prisión, se convirtió en miembro de la policía militar local en Arnus, generalmente como socia de Rory Mercury.
Mimoza La Mer (ミモザ・ラ・メール Mimoza Ra Mēru?)
Seiyū: Fumi Hirano
Una anciana y sabia humana especializada en historia natural y la mentora de Arpeggio, quien luego de una tarea de Rory Mercury descubrió la importancia del portal para toda la historia de las razas de la Región Especial. Ella es muy amigable y una persona alegre, pero inapropiadamente femenina para su edad y bastante propensa a los accidentes.
Akira Kamikoda (神子田 瑛 Kamikoda Akira?)
Seiyū: Eiji Takemoto
Un teniente coronel de sangre caliente en la Fuerza Aérea de Autodefensa de Japón y el líder de la rama JASDF de la Fuerza de Tarea, volando un F-4 Phantom II. Permanece en la Región Especial tras el cierre del portal debido a la falta de restricciones de vuelo en ese mundo y debido a sus románticas atenciones hacia los Caballeros de las Rosas.
Naoki Kamo (加茂 直樹 Kamo Naoki?)
Seiyū: Taketora
Un coronel y el comandante de la 1.ª Unidad de Combate de la Fuerza de Tarea, un cuerpo de infantería mixto.
Norra (ノッラ?)
Seiyū: Rina Satō
También conocida como la “Flautista de Hamelín”, es una viciosa asesina cambiaformas de la tribu Haryo. Su forma natural es la de una mujer-bestia, pero es capaz de cambiar radicalmente su apariencia, sexo y voz. Si bien es una luchadora capaz, prefiere matar a sus víctimas a través de apoderados, a quienes influye psicológicamente hasta que están “convencidos” de que los objetivos de Norra deben morir por alguna “transgresión”. Ella manipuló a Shandy para matar a Lelei, pero su plan fue frustrado por Itami. Durante la Segunda Batalla de Itálica, ella se dirige a los aposentos del emperador para asesinarlo, matando a Shandy en el proceso, pero es interceptada por Sugawara, quien la termina matándola de un disparo a punta de pistola en la cabeza.
Misery (ミザリィ Mizarei?)
Seiyū: Yuka Saitō
Una mujer alada que trabaja como prostituta en el distrito de zona roja de la Capital Imperial. Después de que la FAD estableciera una base secreta en esa aérea, se convierte en la portavoz de las prostitutas demihumanas locales y su relación con la FAD, particularmente con Mari, para recibir tratamiento médico. En la serie de novelas ligeras y en el manga, ella establece una relación con el teniente Kenzaki, un soldado de las fuerzas especiales estacionado en el puesto avanzado de la Capital Imperial. Tras la toma de poder de Zorzal y el posterior cierre de la capital, ella y los demás demihumanos abandonan su profesión anterior y se enriquecen con el contrabando de los alimentos que tanto necesitan más allá del bloqueo.
Hodor Rey Marceau (ホドリュー・レイ・マルソー Hodoryū Rei Marusō?)
Seiyū: Jun'ichi Yanagita
Un elfo masculino, alto y padre de Tuka, quien aparentemente fue asesinado por el Dragón de Fuego que destruyó su aldea y le salvó la vida a su hija. Sin embargo, más tarde se descubrió que él todavía está vivo, amnésico y bajo el cuidado de los nómadas de la tribu Rurudo (de donde proviene Lelei), donde ha creado un harem y ha engendrado a una hija mitad humana y mitad elfo.
Kazunari Komurazaki (古村崎 一也 Komurazaki Kazunari?)
Seiyū: Ozamu Sakuta
Un periodista japonés extremadamente arrogante y superficial que constantemente trata de calificar a la prensa negativa sobre la FAD en la Región Especial únicamente por motivos publicitarios. Su egoísmo e imprudencia ponen en peligro e incluso causan la muerte de parte de su personal de apoyo en sus actividades sensacionalistas, lo que lo hace muy impopular entre los japoneses en el lugar.
Dirrel (ディレル Direru?)
Seiyū: Mitsuaki Hoshino
Es el presidente de los Estados Unidos. Siendo oportunista, busca reclamar y despojar a la Región Especial de sus recursos naturales, comparándola con la frontera de antaño. Se convierte en miembro de una coalición internacional para privar a Japón de su monopolio sobre el portal, pero después de que los chinos los traicionan, restaura su buena reputación con los japoneses enviando comandos para arrebatar a Lelei de sus garras.
Dong Dechou (董 徳愁 Dechou Dong?)
Seiyū: Naomi Kusumi
Es el presidente de la República Popular China. Su principal intención es utilizar la Región Especial como colonia para aliviar el problema de población de su país. Cuando Diabo lo contacta y le ofrece a Lelei a cambio de convertirlo en Emperador, se vuelve contra la coalición secreta que se ha formado para negar a Japón la monopolización del portal, y más tarde también contra Diabo, para asegurar el acceso exclusivo a la Región Especial por los suyos.
Zyuganov (ジェガノフ Jeganofu?)
Seiyū: Shigeru Ushiyama
Es el presidente de Rusia. Aunque le gustaría beneficiarse de poder acceder a la Región Especial, está principalmente preocupado por el resultado que la existencia continua del portal podría tener en la economía de su país, ya que los recursos reclamados de ahí afectarían los ingresos de exportación de Rusia.

## Contenido de la obra

### Novelas
Takumi Yanai, exmiembro del Fuerzas de Autodefensa de Japón (FAD), publicó inicialmente la obra en el sitio de contenido generado por usuarios Arcadia desde abril de 2006 hasta junio de 2009 bajo el seudónimo de Todoku Takusan (とどく＝たくさん?).

#### Temporada 1
En 2010, AlphaPolis hizo un arreglo con él para publicar su trabajo en impresión. Los dos primeros volúmenes de novela web fueron ligeramente alterados para hacerlos menos nacionalistas mientras que el tercer y último volumen de novela web fue reescrito y ampliado en tres volúmenes. Estos cinco volúmenes fueron publicados del 12 de abril de 2010 al 22 de diciembre de 2011 con ilustraciones de portada por Daisuke Izuka. Desde entonces, la serie ha continuado con cinco volúmenes de las historias laterales a partir de julio de 2015. En diciembre de 2012, AlphaPolis comenzó una reimpresión de la serie como una novela ligera, donde cada novela volumen se dividió en dos volúmenes en una novela pequeña de tamaño pequeño en bunkobon, formando así la nueva cubierta y las ilustraciones interiores por Kurojishi.

#### Temporada 2
Una secuela, llamada Gate Season 2: Jieitai Kano Umi nite, Kaku Tatakaeri (ゲート Season2 自衛隊彼の海にて、斯く戦えり?), se centra en un nuevo conjunto de personajes de la Fuerza Marítima de Autodefensa de Japón (JMSDF). En la segunda temporada, Goro Etajima de la JMSDF y su subordinado Kōji Tokushima viajan por países designados con tareas de investigación y exploración. Con la reapertura del portal, el gobierno japonés continúa manteniendo el control del monopolio del "portal" en la comunidad internacional. Esto requiere que el gobierno se concentre tanto en la política interna como en las investigaciones sobre el terreno en el nuevo mundo a medida que se formen relaciones modestas con los residentes locales.
Daisuke Izuka regresa como ilustrador de las novelas. Se han publicado cinco volúmenes con el primer volumen lanzado el 8 de agosto de 2017 y el quinto volumen lanzado el 30 de noviembre de 2020.

### Manga
Hay cinco series de manga basadas en Gate, todas publicadas por AlphaPolis. 
Comenzó a publicarse en julio de 2011 y, a partir de diciembre de 2023, tiene veinticuatro volúmenes. El segundo manga, que es una comedia de cómic de cuatro paneles dibujada por Kuinji 51-gou, comenzó en diciembre de 2014. El tercer manga, dibujado por Yukie Shiren y titulado 14 años Pina Co Lada y The Rose Knights of the Gate Empire, que es una historia prequel con Pina como la protagonista principal, comenzó en marzo de 2015. Un cuarto manga, dibujado por Abeno Chako y titulado Gate: Con los cielos estrellados, que representa a los tres principales personajes femeninos convirtiéndose en ídolos de la música, comenzó en marzo de 2015. Un manga spin-off, dibujado por Chi y titulado Mei Company, se basa en el universo de la serie Manga Gate, y fue publicado en marzo de 2015.

### Anime
Una adaptación de anime fue producida por A-1 Pictures y dirigida por Takahiko Kyōgoku. Los diseños de personajes de la serie se basan en las ilustraciones de la novela ligera. Los primeros 12 episodios fueron emitidos en Japón entre el 4 de julio y el 18 de septiembre de 2015. Fue transmitido en línea por Crunchyroll y tiene licencia de Sentai Filmworks en Norteamérica. La segunda mitad fue emitida en Tokyo MX del 9 de enero al 26 de marzo de 2016. Del episodio 1 al 12, la canción de apertura es "Gate (Sore wa Akatsuki no Yō ni)" (GATE ～それは暁のように～?) por Kisida Kyoudan & The Akebosi Rockets y la canción de tema final es  "Prism Communicate" (ぷりずむコミュニケート Purizumu Komyunikēto?), interpretado por Hisako Kanemoto, Nao Tōyama y Risa Taneda. Para la segunda mitad, el tema de apertura es "Gate II (Sekai o Koete)" (GATE II ～世界を超えて～?), interpretado por Kishida Kyoudan & The Akeboshi Rockets, y el tema final es "Itsudatte Communication" (いつだってコミュニケーション?), interpretado por Hisako Kanemoto, Nao Tōyama y Risa Taneda.
Una adaptación de la serie secuela se anunció el 4 de julio de 2025. La serie está producida por Kasagi Labo, Oshi y Genco, animada por Studio M2 y dirigida por Tōru Takahashi, con Tatsuhiko Urahata regresando para manejar la composición de la serie y Shigeru Fujita diseñando los personajes.

## Recepción
Rebecca Silverman de Anime News Network revisó los primeros doce episodios de Gate, donde elogió la premisa única del anime de un combate militar moderno contra razas de fantasía en otro mundo, teniendo a su protagonista principal un hombre mayor que un adolescente y su único elenco de personajes, pero también criticó al anime por ser demasiado político y glorificar al ejército japonés. Theron Martin de Anime News Network también elogia al anime por ser lo opuesto a Outbreak Company, otro anime con una premisa similar sobre el Japón moderno descubriendo un mundo de fantasía. Aunque se encontró con la historia y algunos de los personajes como entretenido y alabó a algunos de los actores de voz en el doblaje en inglés, también criticó cómo algunas historias de personajes eran mucho más débiles que otros, el guion en inglés fue cambiado de los japoneses originales, y encontraron puntos de vista políticos en el anime, que eran "sin gracia y torpes".
La respuesta general positiva a Gate llevó al ejército japonés a iniciar una campaña de reclutamiento utilizando a los personajes principales como mascotas. En febrero de 2018 se lanzó un juego de máquina tragamonedas basado en el anime.